# Björn Gelotte

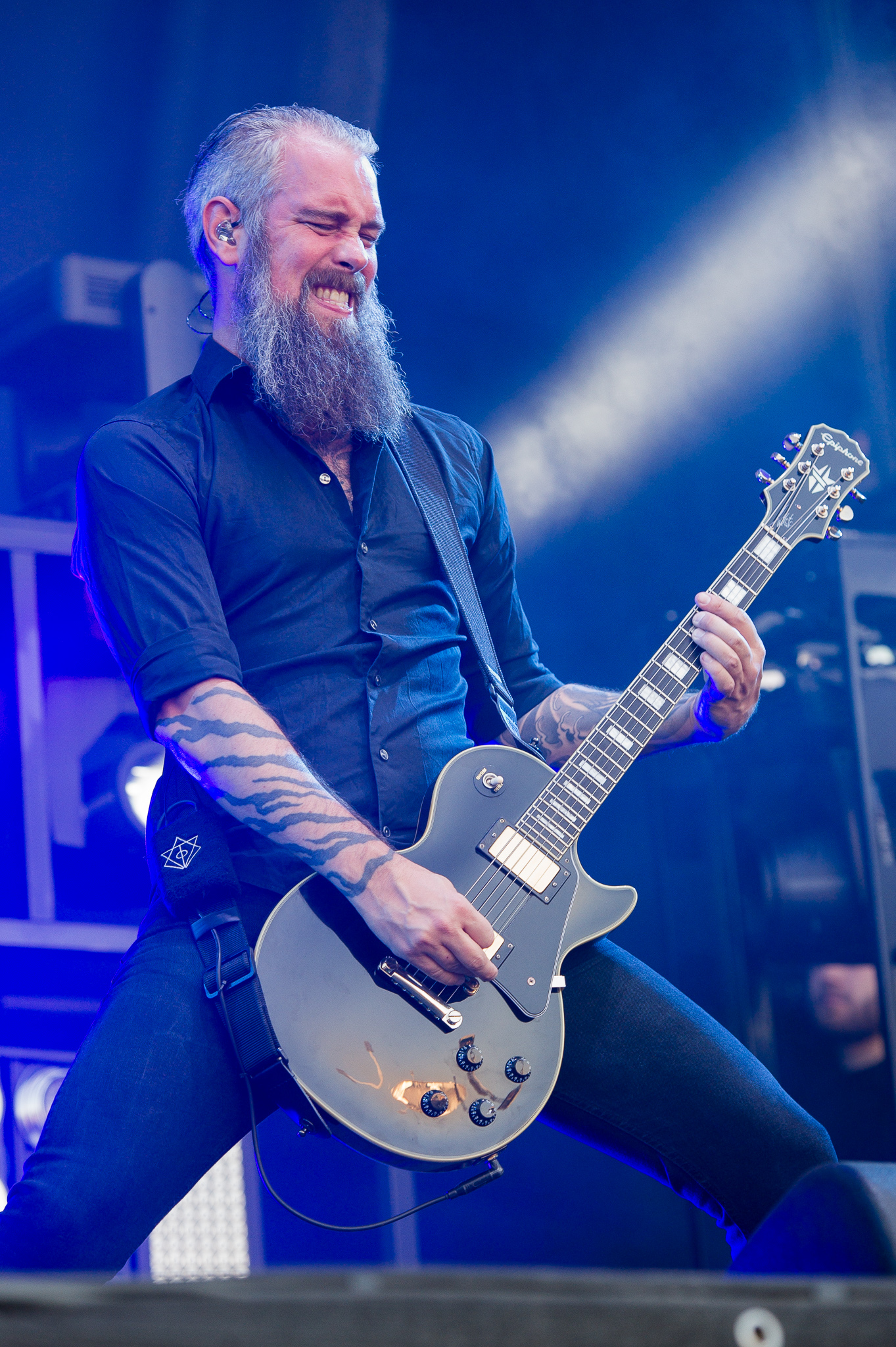
Björn Gelotte live im Jahr 2015

Björn Gelotte (* 27. August 1975 in Göteborg) ist ein schwedischer Gitarrist und Songwriter. Er ist Mitglied der Metal-Band In Flames.

## Werdegang
Gelotte, der vorher bei der Band Sights gespielt hatte, trat In Flames bei, nachdem ihr Schlagzeuger Daniel Erlandsson die Band verlassen hatte, und spielte die nächsten beiden Alben, The Jester Race und Whoracle, als neuer Schlagzeuger ein. Nachdem auch der Gitarrist Glenn Ljungström In Flames verlassen hatte, wechselte Gelotte zur Gitarre. Sein Nachfolger am Schlagzeug ist Daniel Svensson von der Band Sacrilege.
Björns Schwester Emma Gelotte war Sängerin der Metal-Band All Ends. In den Anfängen der Band half Björn mit seinem ehemaligen Kollegen Jesper Strömblad, der die zweite Gitarre bei In Flames spielte, seiner Schwester und griff ihr kompositorisch unter die Arme.
Zusammen mit seinem ehemaligen Bandkollegen Jesper Strömblad und Daniel Svensson bildet er das Produktionsteam „H.O.R.D.E.“. Im Mai 2011 eröffnete Gelotte gemeinsam mit seinem Bandkollegen Peter Iwers in Göteborg das Restaurant 2112, dessen Name vom gleichnamigen Album der Band Rush ableitet.